# Platja de Rodiles
La platja de Rodiles és una platja del litoral oriental asturià pertanyent al concejo de Villaviciosa, localitzada en el costat oriental de la desembocadura de la ria de Villaviciosa. L'extrem occidental de la Platja de Rodiles es comunica amb la Platja de Misiego, situada en el delta de la ria. En l'altre costat de la desembocadura de la ria, es troba la Platja de El Puntal.
La Platja de Rodiles té una longitud aproximada de 1.000 m. És una platja de sorra fina i torrada. Apta per a la pràctica de diversos esports, principalment el surf, la qual cosa al costat de la bellesa del paisatge atreu a un gran nombre de turistes convertint-la en una platja molt popular que compta amb nombrosos serveis com a àrea de pícnic, quiosc, restaurants, càmping, condícies, dutxes, vestidors, servei de neteja, aparcament, lloc de la Creu Vermella i equip de salvament. Compta també amb un ampli berenador situat en una frondosa pineda d'eucaliptus que s'estén al llarg de tota la platja i que està perfectament condicionat per a menjars campestres i zones de descans.
Rodiles és un tram del litoral de la Costa del Juràssic Asturiana (o Costa dels Dinosaures), àrea de gran interès arqueològic a causa de la troballa de nombrosos jaciments del període juràssic formats per roques en les quals es troben impreses petjades de Dinosaures. Els jaciments dels penya-segats propers a Tazones i els jaciments d'icnites de Villaviciosa, es troben molt propers a ella.
La Platja de Rodiles pertany a la Reserva Natural Parcial de la Ria de Villaviciosa, dintre de la conceguda Costa oriental d'Astúries.
En l'àmbit de l'esport del surf, l'ona produïda en la desembocadura de la ria coneguda com 'la Barra' està inclosa dins de les 100 millors ones del món i entre les 4 millors d'Europa i porta a la comarca turisme de tot el món .
Per desgràcia aquest indubtable atractiu turístic té els dies explicats per una desafortunada decisió política de dragar la bocana per donar sortida a un projecte de pantalans per a iots esportius i de luxe.

## Serveis
- Lavabos
- Aparcaments
- Dutxes
- Telèfon
- Papereres
- Servei de neteja
- Passarel·les d'accés
- Servei de Salvament
- Quiosquets